# Улица Франк-Каменецкого (Иркутск)
Улица Франк-Камене́цкого (прежние названия — Мясна́я, Мясноря́дская, Солёная) — улица в Правобережном округе Иркутска, одна из центральных и старейших улиц города. Расположена в историческом центре между параллельными ей улицами Декабрьских Событий и Октябрьской Революции. Начинается от пересечения с Нижней набережной, заканчивается пересечением с улицей Дзержинского.
В 1942 году улица переименована в честь Захария Франк-Каменецкого.